# Боллівуд / Голлівуд
«Боллівуд / Голлівуд» (англ. Bollywood/Hollywood) — фільм, знятий в 2002 році індо-канадською режисеркою, ім'я якої Діпа Мехта. Фільм є веселим, гумористичним, і має сімейно-орієнтований характер, на відміну від інших фільмів Мехти (в першу чергу, елементи трилогії Вогню, Землі і Води), які включають дуже серйозні теми і фокусуються на соціальних питаннях.
Фільм висміює традиційні індійські стереотипи, які є у Боллівуді (фільм включає в себе кілька пісень і танцювальних номерів у «боллівудському стилі»). Актор Боллівуду Акшай Кханна (брат Рахула Кханна) з'явився у фільмі як гість (камео).

## Сюжет
Події у фільмі сконцентровані навколо головного героя Рахуля Сета (Рахуль Кханна), молодого, багатого юнака індо-канадського походження, який живе в Торонто і овдовіла мати якого (Мушумі Чаттерджі) прагне змусити його одружитися після випадкової смерті його коханої, Кавказької поп-співачки, Кімберлі (Джесіка Паре). Крім того, мати заявляє, що майбутнє весілля своєї дочки Твінкі (Різма Маліком) і Боббі не відбудеться, поки Рахул не знайшов собі наречену. На Рахуля тиснуть, коли дізнаються, що Твінкі повинна вийти заміж, щоб зберегти репутацію сім'ї, тому що вона вагітна.
Рахуль іде в бар і там зустрічає Сью (Ліса Рей). Думаючи, що вона є іспанкою за походженням, він вирішує найняти її, як свою наречену. Рахуль зрештою виявляє, що Сью і справді іспанка (її ім'я є скороченням від Суніта), і, незважаючи на свою попередню образу на її брехню, вони стають ближчими один до одного, завдяки тому, що Сью вселила впевненість в змученого молодшого брата Рахуля, Говінда, який вважає, що ніхто не дбає про його добробут, і в кінцевому підсумку усвідомлює, що вони підходять один одному. Задоволена місіс Сет погоджується на весілля Твінкі.
Стосунки Рахуля і Сью стають більш тісними, після того, як вони діляться історіями про своє минуле. Виявилось, що колись Сью пропонували бути нареченою з благих намірів, але нерозумний боксер, відомий як Кіллер Халса, був ображений тим, що її батьки не сприймали їх як пару, і вона відповіла злом на зло. Це зло не було пояснене в повній мірі, але її любов виражалася в її відвазі. Сью цілком захищена від соціальних норм; вона говорить те, що думає до всіх, особливо до Роккі, водія Рахуля, який, як вона знає, є відомим Драг-квіном.
Але події вкрай змінюються, коли Рахуль дізнається, що Сью була не тільки супроводжуючою, але і повією на холостяцькій вечірці Боббі разом зі своїм п'яним другом. Сью почувається дуже погано і знаючи, що Рахуль буде задавати питання, вирішує бути чесною і піти від нього. Рахуль змушений зізнатися своїй родині у тому, що ніколи не відносився серйозно до Сью, а просто підкупив її, щоб вона зіграла роль його нареченої. Його мати змушена була відмовитися від спонсорування весілля Твінкі, у зв'язку з її обіцянкою, але цього не сталося; весілля Твінкі відбулося, задовго до запланованої дати.
Під тиском бабусі (Діна Песек), Рахуль наздоганяє Сью, говорить їй про свої почуття, і пропонує побратися. Сью спочатку відкидає його. Але подумавши і зрозумівши, що Рахуль - її справжнє кохання, вона приймає його пропозицію.

## Акторський склад
- Рахул Кханна, в ролі Рахуль Сет
- Ліса Рей, в ролі Суніта "Сью" Сінгхом
- Мушмі Чаттерджі, в ролі мами
- Різма Маліком, в ролі Твінкі Сез
- Діна Петек, в ролі бабусі
- Калбхюшен Карбанда в ролі батька Сью
- Акшай Кханна, який зіграв самого себе
- Джесіка Паре, в ролі Кімберлі
- Ранджіт Чаудрі, в ролі Роккі

## Нагороди та номінації

### Двадцять три нагороди Genie
- Genie Award за найкращий фільм
- Genie Award за найкращий оригінальний сценарій: Діпа Мехта
- Genie Award за найкращу чоловічу роль другого плану: Ранджіт Чаудрі
- Genie Award за найкращу жіночу роль другого плану: Діна Песек
- Genie Award за найкращу жіночу роль другого плану: Мушмі Чаттерджі